# الحزب النازي الكندي
 الحزب الوطني الاشتراكي الكندي، المعروف باسم الحزب النازي الكندي أسسه ويليام جون بيتي في عام 1965، وكان يتبنى فكراً عنصرياً ومتطرفاً ويروج له علناً. وكان الحزب يتبنى الأفكار النازية والفاشية بعض العناصر الأيديولوجية، وكان يروج للعنصرية والتمييز ضد المهاجرين والأقليات في كندا.
تم حظر الحزب الوطني الاشتراكي الكندي عام 1978، وتم تصنيف أفكاره على أنها تهديد للأمن القومي والتعددية الثقافية في كندا.

## بدايته
تأسس الحزب الوطني الاشتراكي الكندي (CNS) في عام 1965 على يد ويليام جون بيتي، الذي كان يعمل في الماضي في وزارة الدفاع الكندية. وكان بيتي يتبنى فكراً عنصرياً ومتطرفاً ويروج له علناً، وكان يروج للعنصرية والتمييز ضد المهاجرين والأقليات في كندا.
وفي نفس العام أسس بيتي في ولاية أونتاريو مجموعة تدعى "الحزب الوطني الكندي"، والتي تم تغيير اسمها فيما بعد إلى الحزب الوطني الاشتراكي الكندي.
وكان الحزب يهدف إلى إنشاء دولة قومية كندية تتبع أفكار النازية والفاشية، وكان يدعو إلى تحقيق هذا الهدف بواسطة الديمقراطية والانتخابات.

## النهاية
انتهت مسيرة الحزب الوطني الاشتراكي الكندي (CNS) في عام 1978، عندما تم حظره من قبل الحكومة الكندية بسبب تبنيه أفكاراً عنصرية ومتطرفة وترويجه لها علناً، وتصنيفها على أنها تهديد للأمن القومي والتعددية الثقافية في كندا.
وبعد حظر الحزب، تلاشت بقية بقاياه واختفت نهائياً. ولم يحقق الحزب أي تأثير حقيقي في الحياة السياسية الكندية، إذ لم يحصل على الدعم الشعبي الواسع اللازم للفوز في الانتخابات أو لتحقيق أي تأثير ملموس في المجتمع الكندي.
ويجب التأكيد مرة أخرى على أن الأفكار النازية والفاشية تم رفضها بشدة في العالم بسبب جرائم الحرب التي ارتكبها النازيون خلال الحرب العالمية الثانية، ويجب محاربة أي تنظيم أو جماعة تشجع أو تتبنى هذه الأفكار بكل قوة وتأكيد رفضنا للعنصرية والتمييز بأي شكل من الأشكال.